# Pavel Besta (malíř)
Pavel Besta (* 28. září 1958 Čeladná) je český akademický malíř žijící střídavě v Praze a jižních Čechách. Představitel současné střední generace českých výtvarníků. Ve svých dílech zachycuje prolínání živé přírody s neživým světem lidských obydlí.

## Životopis
Pavel Besta se narodil 28. září 1958 v Čeladné u Frýdku-Místku na Moravě. Své mládí prožil převážně v Ostravě-Porubě. Po přestěhování do Prahy a absolvování místního gymnázia byl přijat na Právnickou fakultu Univerzity Karlovy v Praze. Po dvou letech (1977–1979) strávených na Právnické fakultě studium přerušil a začal docházet na Akademii výtvarných umění v Praze k profesoru Ballardinimu – obor restaurování výtvarných děl. V třetím ročníku přešel na obor malba k profesoru Janu Smetanovi a v jeho ateliéru zůstal až do ukončení studia v roce 1985.
Jeho práce byly prezentovány na řadě výstav, např. na Mezinárodní výstavě studentských prací v japonském Kóbe (1985), v rámci Československého týdne ve Finsku (1986), na Mezinárodním bienále současného umění ve Florencie (2001). V roce 2006 měl samostatnou výstavu "Otisk Člověka" v Českém kulturním centrum v Paříži. V současné době žije a pracuje v Praze a v Myšenci v jižních Čechách.

## Dílo

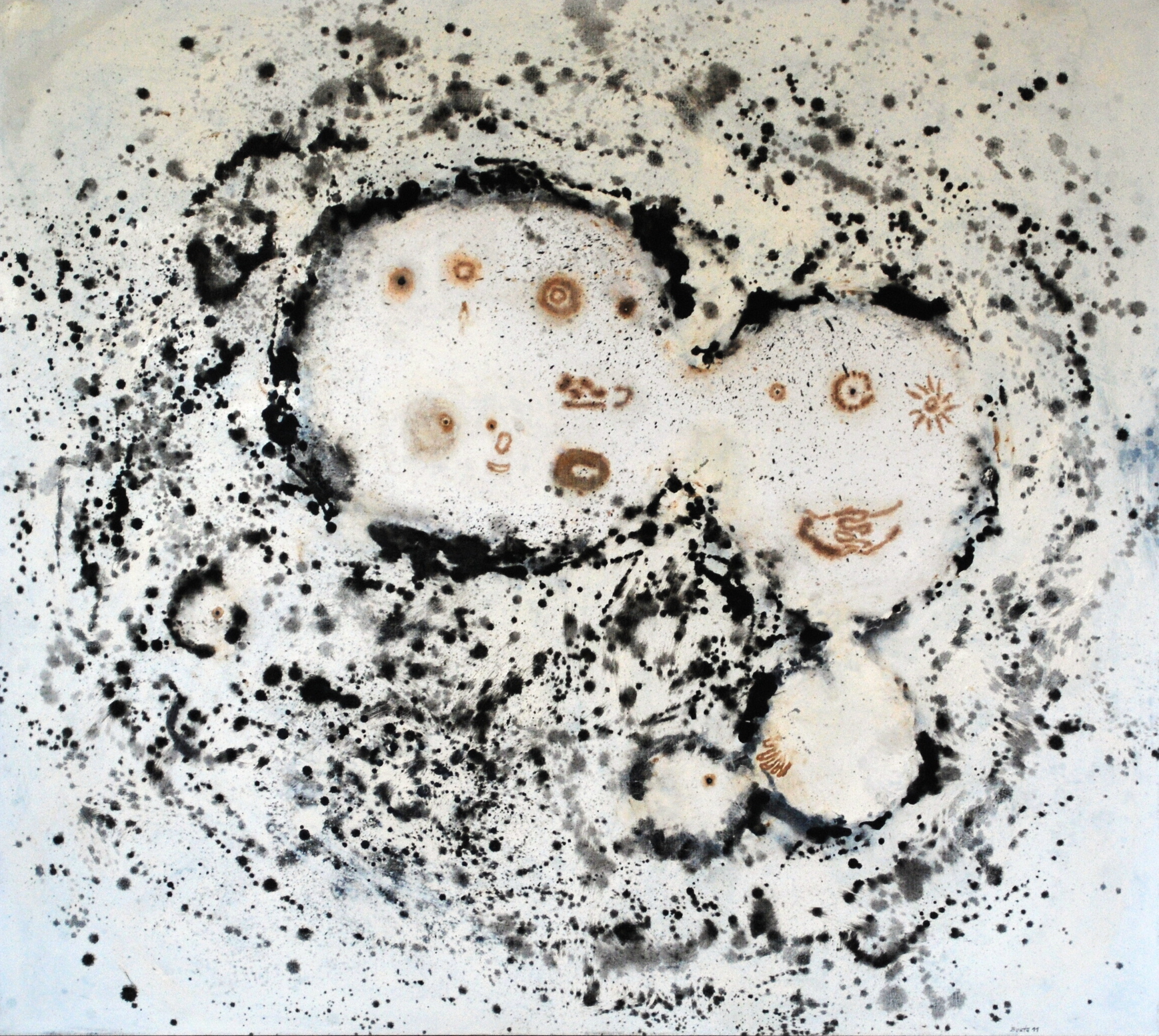
Pavel Besta: Náš příběh, olej na plátně, 165 x 158 cm, 2011

Ve svých obrazech zachycuje Pavel Besta nejen polaritu, ale především průnik dvou prostředí; přírodního – jihočeská krajina a umělého – lidské příbytky. Sám o své tvorbě říká: „Ze života lidí se splétají osudy domů. Po celá staletí otiskují generace svá tlukoucí srdce, své naděje a ztracené iluze, smích i slzy zklamání do stále vlhké omítky. Vybledlé stopy předků smývané deštěm zapomnění. Děti se rodí s dojemnou něhou v očích a pak odcházejí. Nenávratně. Zbývá jen podivně ztichlý dům, oprýskaná omítka, slepé okno, a jizva, která se nezacelí.“
Od původně zamlžených realistických krajin se postupně propracoval ke svébytnému výtvarnému jazyku. Z fasád domů zůstaly na jeho obrazech jen jednoduché znaky, symboly a ornamenty, které vyprávějí obecné lidské příběhy. Jsou v nich skryty tužby, prosby i přání. Stejně jako na jihočeských staveních se na nich často objevují boží znamení, kříže, křídla, spojené ruce nebo žebříky. Jeho obrazy ukazují, jak lze nakládat s časem a odkazem – jak oživit dosud dřímající zasuté otisky zmizelých generací a příběhů. Hlavním tématem jeho děl jsou rodina, mezilidské vztahy, umírání, osamění i láska.
Zatím poslední Bestův větší cyklus nese název Kleeovi andělé. Inspirovaný je dílem slavného švýcarského malíře a grafika Paula Klee. Ten ke konci života začal pracovat na souboru kreseb andělů. Kvůli vážné nemoci ho však nestihl dokončit. Besta jako poctu tomuto vynikajícímu umělci některé z andělů namaloval. Uplatnil přitom dvojí přístup, u některých zachoval kompozici, u dalších spojil několik kreseb a dal jim nový obsah. 

## Výstavy
- 2024 – Městská Galerie, Říčany
- 2021 – Galerie Magna, Ostrava
- 2019 – Prácheňské muzeum, Písek
- 2018 – Galerie Hřivnáč, Opava
- 2017 – Galerie Magna, Ostrava
- 2016 – Brandýs nad Orlicí
- 2015 – Galerie umění, Karlovy Vary
- 2015 – Advokátní kancelář Kříž a partneři, Praha
- 2015 – Galerie Prostor 228, Liberec
- 2013 – Hotel Dvořák, České Budějovice
- 2013 – České centrum Vídeň, Rakousko
- 2012 – Galerie XXL, Louny
- 2011 – Galerie J.Jílka, Šumperk
- 2008 – "Inspirace, příběhy, znaky"; České kulturní centrum, Sofie
- 2007 – "Paysages animés"; Velvyslanectví ČR, Lucemburk
- 2007 – Galerie Anderle, Pelléova vila, Praha
- 2006 – "Otisk Člověka"; České kulturní centrum, Paříž
- 2005 – Galerie Vernon, Praha
- 2004 – Wortnerův dům AJG, České Budějovice
- 2003 – České centrum, Brusel
- 2002 – Typický obraz, Mánes, Praha
- 2001 – Mezinárodní bienále současného umění, Florencie.
- 2000 – Atelier Arcane, Brusel
- 1999 – Curych, Švýcarsko
- 1998 – Galerie Bayer & Bayer, Praha
- 1997 – Stopa člověka, Galerie Vltavín, Praha
- 1996 – Galerie Vltavín, Praha
- 1994 – Nové sdružení, Klub Mánes, Praha
- 1993 – Kresby, Galerie R, Praha
- 1992 – Velikonoční salón, Modrý pavilon, Praha
- 1991 – Stipendisté, Modrý pavilon, Praha
- 1990 – Makromolekulární ústav, Praha
- 1988 – Festival mládeže, Korea a Bulharsko
- 1988 – Salón pražských výtvarníků, Praha
- 1987 – Výstava pěti autorů, Galerie V. Kramáře, Praha
- 1986 – Československý týden, Finsko
- 1985 – Mezinárodní výstava studentských prací, Kóbe
- 1984 – Obvodní kulturní dům, Praha 7[9]

## Umělecká ocenění
V roce 2001 získal cenu za malbu na Mezinárodním bienále současného umění v italské Florencie.